# 偕樂園
36°22′23″N 140°27′22″E / 36.37306°N 140.45611°E

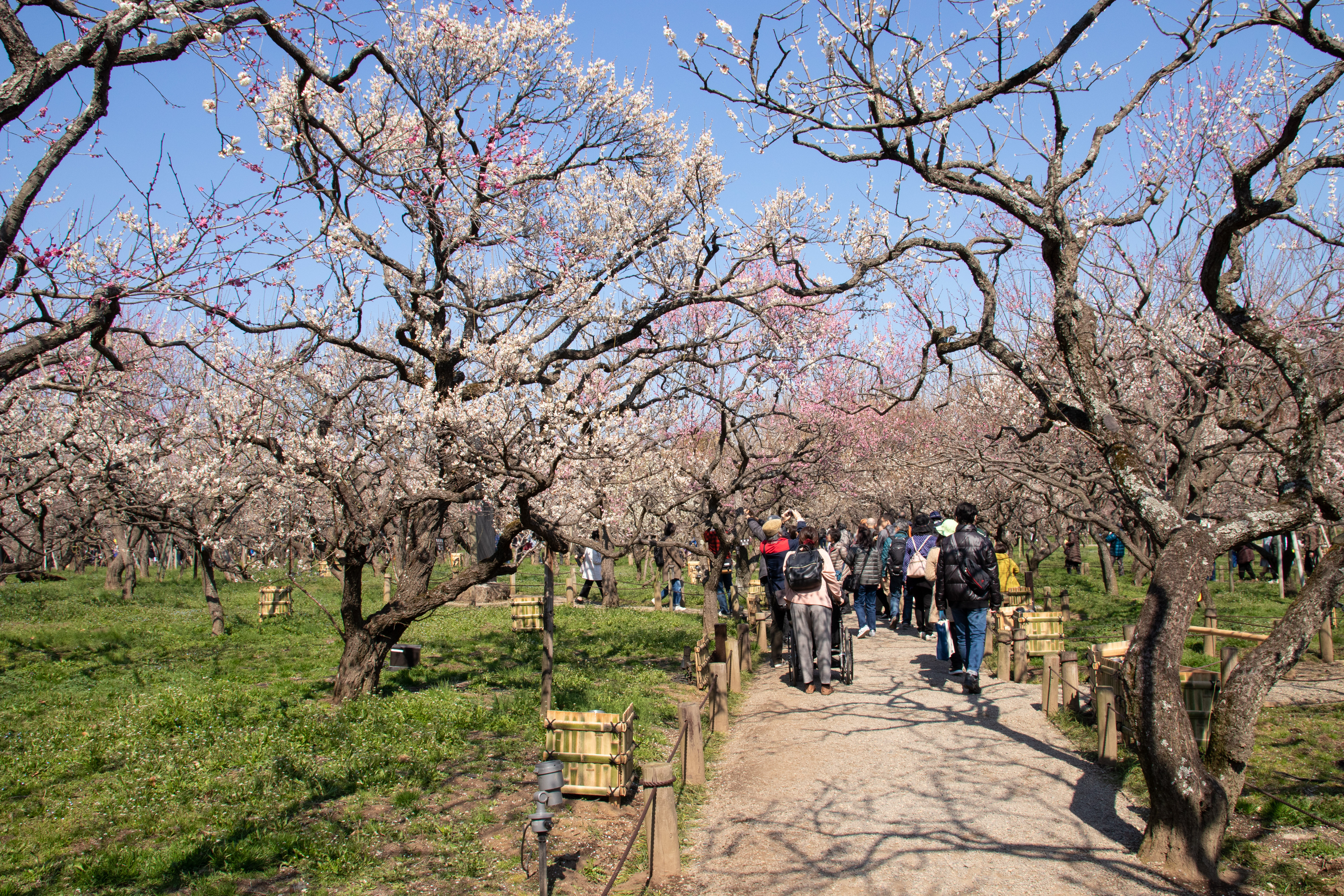
偕樂園裡初春的梅林

偕樂園是日本三名園之一。位於茨城縣水戶市，在天保十三年（1842年）七月，由水戶藩的第九代藩主德川齊昭下令建造，在千波湖畔的七面山上開鑿闢園，另外又設置弘道館作為藩士們修文習武、休憩聚會的場所。偕樂園在每月逢三日和八日（初三、初八、十三、十八、廿三、廿八）時開放給領民（藩轄域內平民）使用。園名的由來出自《孟子》一書：「古之人與民偕樂，故能樂也」，藩主德川齊昭秉持不分武士、庶民階級，與民同樂的理念，將庭園命名為「偕樂園」，其精神一直延續迄今，直到2019年為止該園是日本三名園中唯一免費入內參觀的景點。
偕樂園中擁有一百種以上、三千株的的梅花，每年2月下旬到3月下旬都會舉辦盛大的梅之祭典。由於廣植梅花，因此園中有一座「好文亭」，就是由梅花的日文別稱「好文木」而得名。好文亭在1945年的水戶空襲當中慘遭燒毀，在1958年完成重建，但是1969年時又遭落雷擊中再度燒毀，3年後1972年再度完成重建作業。目前好文亭酌收文化財保護基金，由於兩次的火災事件，因次基於保護文化財的精神，文化財保護基金目前的規劃，將用於架設避雷針和文化古蹟保護。
1999年7月，偕樂園和相鄰的千波公園合併為「偕樂園公園」，面積達300餘公頃，成為世界上面積第二大，僅次於紐約中央公園的都市公園。
2019年1月，負責偕樂園管理維護的茨城縣政府表示，計畫於同年秋季起，對於非茨城縣民收取一人300日圓的入園費，以作為園內江戶時代建物的復原，以及設施的改良等經費之用，預計一年可進帳至少1億日圓。

## 圖集

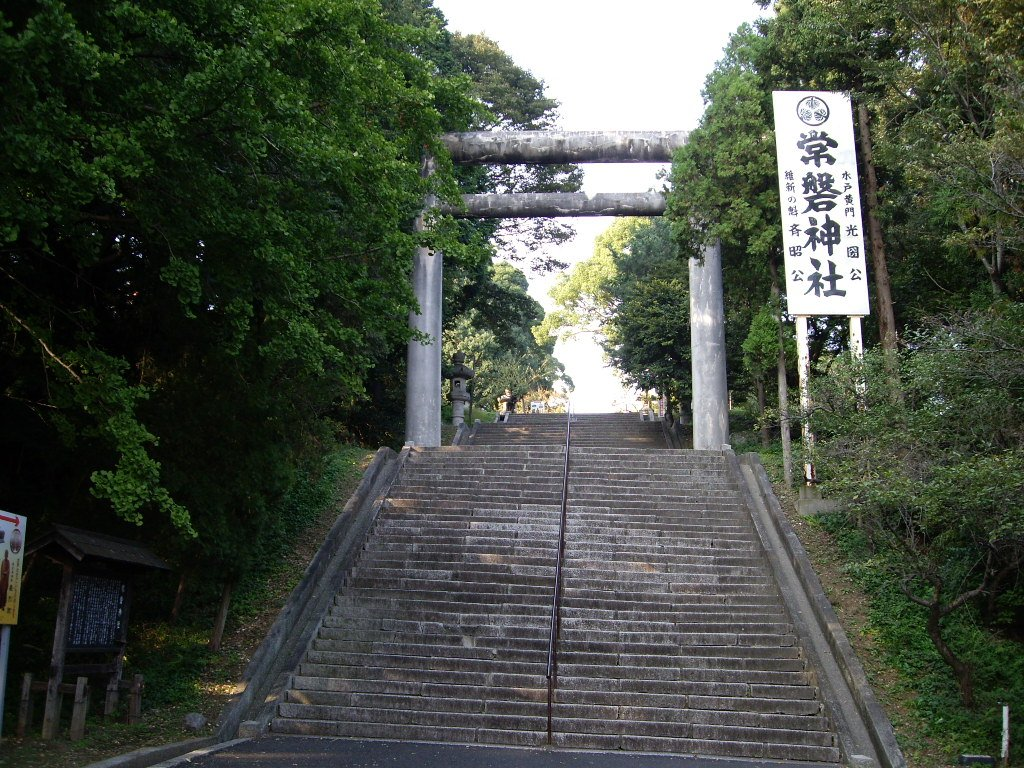
常磐神社的大鳥居
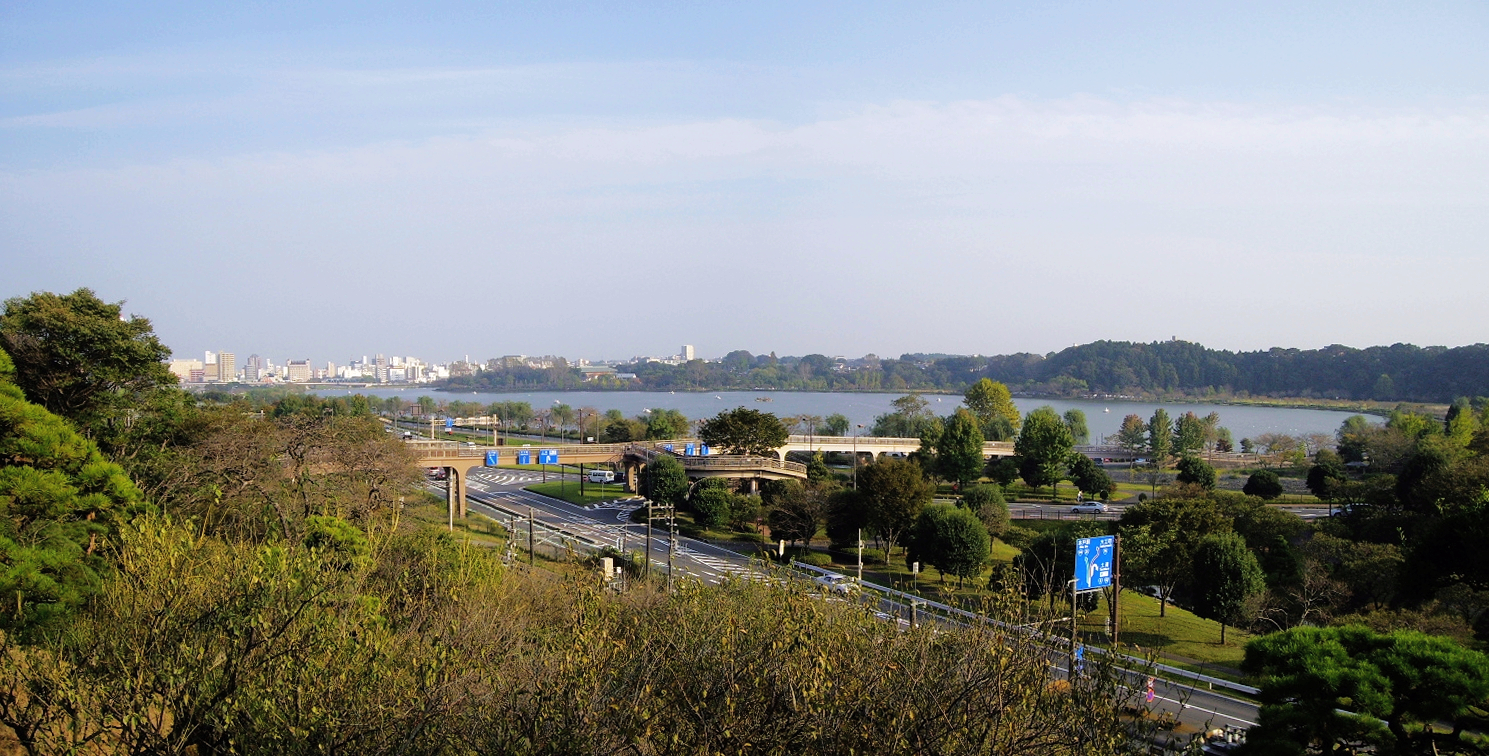
由仙奕台遠眺千波湖
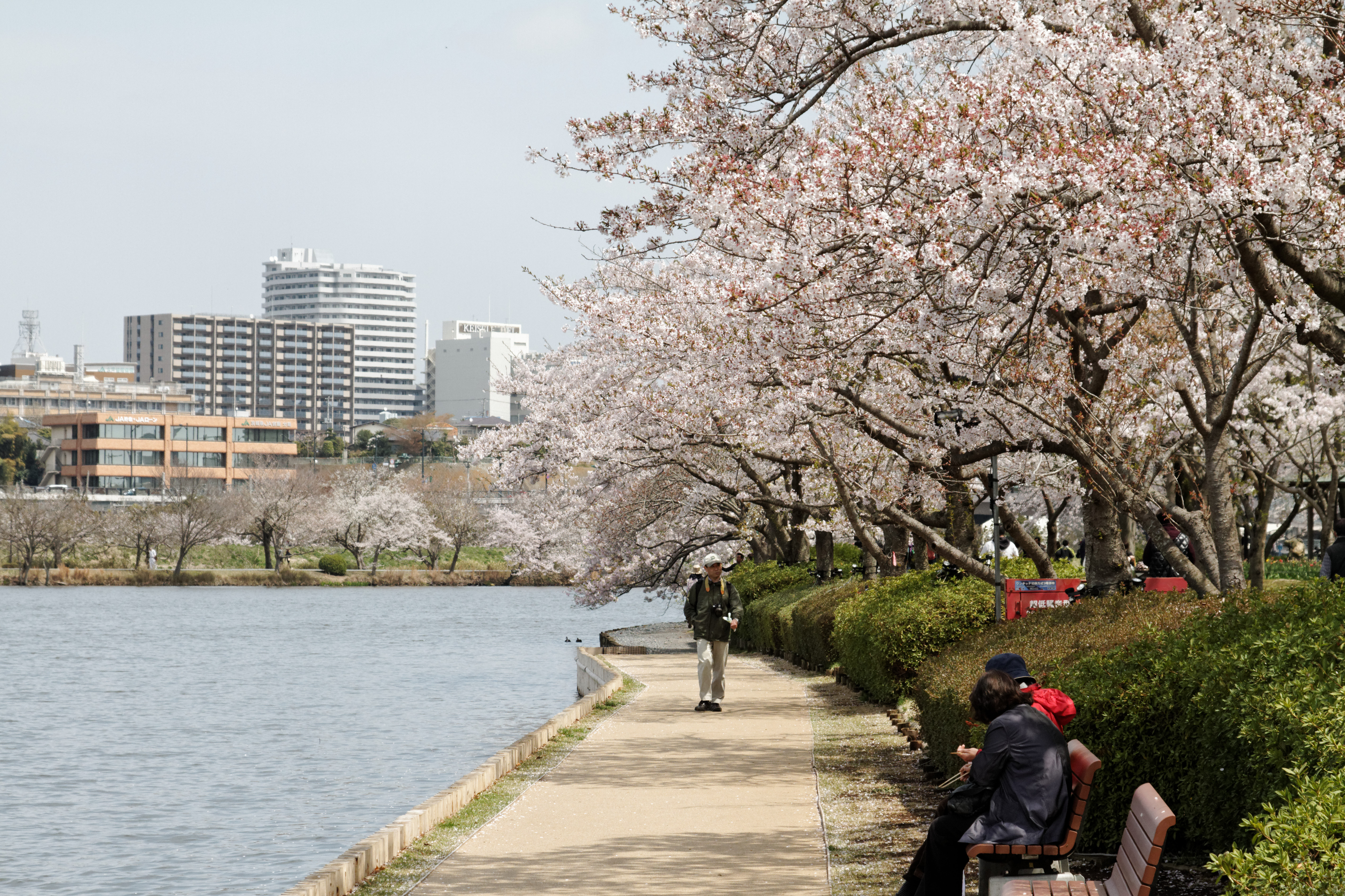
花季期間的千波湖畔

## 外部連結
- 官方网站
- 偕樂園的Facebook專頁
- 常磐神社facebookページ
- 社団法人水戸観光協会 （页面存档备份，存于）